# Glenroy Gilbert
Glenroy Gilbert, före detta kanadensisk friidrottare (sprinter och längdhoppare) och bobåkare, född i Port of Spain i Trinidad och Tobago 31 augusti 1968. Gilbert har främst gjort sig ett namn som en del av det mycket framgångsrika kanadensiska stafettlaget över 4x100 meter.

## Friidrottsarrär
Gilbert gjorde sin internationella debut i OS 1988 i längdhopp. Vid Samväldesspelen 1990 blev Gilbert åttonde man i längdhoppstävlingen men vid OS 1992 deltog han endast som stafettlöpare. Vid VM 1993 löpte Gilbert andrasträckan i det kanadensiska bronslaget som noterade nationsrekordet 37,83 bakom Förenta Staterna (37,48) och Storbritannien (37,77). Året efter Gilbert i guldlaget på 4x100 meter i Samväldesspelen i Victoria samt noterade en fin femteplats i den individuella finalen.
Säsongen 1995 blev kanske den främsta i Gilberts idrottsliv. Denna säsong vann han 100 meter vid panamerikanska spelen samt 4x100 meter vid VM i Göteborg. Vid Atlantaolympiaden 1996 stadfäste Kanada sin position som världens främsta löparnation då de, med Gilbert i laget, pulveriserade hemmanationen och den tidigare dominanten Förenta Staterna på 4x100 meter. Det är den enda kanadensiska stafettsegern där Förenta Staterna besegrats i finalen; vid övriga lönnlövstriumfer har amerikanerna slagit krokben på sig själva redan i försökstävlingarna.
Gilbert ingick vidare i segrarlagen i VM 1997 och i Goodwill Games 1998. Efter OS 2000 la Gilbert löparskorna på hyllan och har därefter ägnat sig åt arbete inom radion samt innehaft tränaruppdrag.

## Bobkarriär
Gilbert är en av ytterst få idrottsutövare i modern tid som deltagit i såväl sommar- som vinterolympiader. I Lillehammer-OS 1994 deltog Gilbert som bobåkare med en elfteplats i fyrmansbob och en femtondeplats i tvåmansbob som resultat.

## Medaljer
Guld
- OS 1996 4x100 meter (Kanada: Esmie, Gilbert, Surin och Bailey, 37,69 Samväldesrekord/NR)
- VM 1995 4x100 meter (Kanada: Bailey, Esmie, Gilbert och Surin, 38,31)
- VM 1997 4x100 meter (Kanada: Esmie, Gilbert, Surin och Bailey, 37,86)

Brons
- VM 1993 4x100 meter (Kanada: Esmie, Gilbert, Surin och Mahorn, 37,83 NR)

## Rekord
- 100 meter: 10,10, Victoria, 22 augusti 1994
- 200 meter: 20,37, New Orleans, 5 juni 1993
- Längdhopp: 8,01, Ottawa, 6 augusti 1988